# Peter Enders
Peter Enders (ur. 2 lutego 1963 w Laucha an der Unstrut, zm. 2 lutego 2025 we Freyburgu) – niemiecki szachista, arcymistrz od 1997 roku.

## Kariera szachowa
Był jednym z najbardziej utalentowanych graczy młodego pokolenia w Niemieckiej Republice Demokratycznej. W 1981 r. zdobył tytuł mistrza kraju w szachach błyskawicznych. Zwyciężył również w kołowym turnieju w Dreźnie, w następnym roku sukces ten powtarzając, a w 1984 r. dzieląc w tym mieście I miejsce wspólnie z Aleksandrem Koczijewem. Pomiędzy 1978 a 1986 r. pięciokrotnie uczestniczył w finałach indywidualnych mistrzostw NRD. W wyniku niewłaściwego traktowania przez rodzimą federację szachową (która m.in. opóźniała przesłanie do Międzynarodowej Federacji Szachowej dokumentacji uprawniającej do przyznania mu tytuł mistrza międzynarodowego), przez kolejne dwa lata uczestniczył w turniejach rozgrywanych wyłącznie na Węgrzech. Apogeum konfliktu miało miejsce w 1989 r. przed finałem mistrzostw NRD, kiedy to Peter Enders (klasyfikowany wówczas na trzecim miejscu w kraju) został odsunięty od gry po tym, jak zażądał od organizatorów zakwaterowania w pojedynczym pokoju hotelowym. Wydarzenie to spowodowało tak duży wstrząs, że w jego wyniku podjął próbę samobójczą.
Do turniejowej gry powrócił po zjednoczeniu Niemiec, szybko osiągając sukcesy. W 1990 r. zwyciężył w mistrzostwach kraju w szachach błyskawicznych, a w kolejnych latach ponownie wypełnił normy na tytuł mistrza międzynarodowego, który otrzymał w 1994 roku. W tym samym roku odniósł największy sukces w karierze, zdobywając w Binz tytuł indywidualnego mistrza Niemiec, dzięki czemu zdobył prawo do startu w turnieju strefowym (eliminacji mistrzostw świata) w Ptuju w 1995 roku (w turnieju tym zajął VIII m. w stawce 16 uczestników). Również w 1995 r. zwyciężył w dwóch turniejach First Saturday, rozegranych w Budapeszcie (edycje FS08 GM i FS10 GM). W 1996 r. podzielił I m. (wspólnie z Normundsem Miezisem) w Schöneck/Vogtl. oraz zdobył złoty medal mistrzostw Niemiec w szachach szybkich, osiągnięcie to powtarzając w następnym roku. W 1998 r. zwyciężył w otwartym turnieju w Pasawie, a w 1999 r. w kolejnym turnieju rozegranym w tym mieście podzielił I m. wspólnie z m.in. Bartoszem Soćko, Jurijem Zezulkinem i Eckhardem Schmittdielem. W 2001 r. odniósł kolejny sukces, zwyciężając (wspólnie z Walerianem Gaprindaszwilim i Ibragimem Chamrakułowem) w Oldenburgu. W następnych latach triumfował w trzech turniejach otwartych (Erfurt 2002, Finsterbergen 2003 i Jena 2006).
Najwyższy ranking w dotychczasowej karierze osiągnął 1 lipca 1997 r., z wynikiem 2535 punktów dzielił wówczas 15–16. miejsce (wspólnie z Klausem Bischoffem) wśród niemieckich szachistów.